# Не штовхайтесь
Не штовхайтесь (англ. Don't Shove) — американська короткометражна кінокомедія режисера Альфреда Дж. Гулдінга 1919 року.

## Сюжет
Прийшовши на день народження дівчини, Гарольд після низки пригод потрапив на ковзанку.

## У ролях
- Гарольд Ллойд — Гарольд
- Бібі Данієлс — Бібі
- Бад Джеймісон — суперник Гарольда
- Едді Боланд
- Семмі Брукс
- Воллес Гоу
- Ді Лемптон
- Марія Москвіні
- Фред С. Ньюмейер